# Carlos Seoane
Carlos Seoane Urioste (Cochabamba, Bolivia) es un musicólogo boliviano, pionero de la investigación, catalogación, difusión y estudio de la música colonial en Bolivia. No se puede concebir la musicología latinoamericana sin sus aportes en el rescate documental, creación y catalogación del más grande archivo de música colonial en el continente sudamericano: los archivos de música colonial de Sucre - Bolivia.

## Biografía
El trabajo de Carlos Seoane Urioste en la historia de la música colonial y boliviana se halla actualmente disperso en numerosas publicaciones. Inveterado articulista, conferencista, apasionado investigador y músico múltiple trabajó en la Orquesta Sinfónica Nacional de Bolivia, fue director del ya desaparecido Departamento de Musicología de la Secretaría Nacional de Cultura. Secretaria que se convirtió en el Viceministerio de Cultura que a partir de 2009 se transformó el Ministerio de Cultura en Bolivia. Formó parte de varias instituciones bolivianas y actualmente investiga el enorme legado musical que dejó Pedro Ximénez Abril y Tirado en Chuiquisaca, Bolivia. Es especialista del Villancico colonial y trabajó en el rescate de la música de Domenico Zipoli en Bolivia.
El trabajo de Carlos Seoane Urioste y Andrés Eichmann Oehrli en la mencionada secretaría dejó numerosas investigaciones sobre archivos, órganos, música y literatura coloniales y republicanas en varios zonas de Bolivia. Algunas de ellas son las siguientes:
- El fundamental volumen 7 de la Revista Data en 1997, nos entrega una panorámica sustancial.
- La Lírica Colonial Boliviana, es el inicio de los trabajos que relacionan el texto y la música de manera científica.
- Melos Damus Vocibus, es el primer trabajo extenso sobre el canto llano en la Colonia.

Ha sido gestor cultural y músico durante décadas. Quedan por publicar incontables transcripciones y artículos de su autoría. También es director de orquesta, lutier, conferencista y articulista.